# Rumunské Národní vojenské muzeum
Rumunské Národní vojenské muzeum (Muzeul Militar Naţional „Regele Ferdinand I“) je vojenské muzeum nacházející se v rumunském hlavním městě Bukurešti.
V prostoru budovy muzea a okolního prostranství se nachází exponáty z oblasti vojenství už od dob Dáků až po současnost. Pestré sbírky muzea zahrnují například ruční palné a chladné zbraně, vojenské uniformy, kanóny, tanky, letadla a vrtulníky.

## Letecká technika
Počátky letectví představují repliky průkopnických letounů Henri Coanda 1910, Trajan Vuija I a Ouvret Vlaicu II. Unikátem je americký meziválečný dvouplošník typu Fleet F-106 (Fleet F-10G). Druhoválečnou techniku zastupuje cvičný stíhací letoun Nardi FN-305 a replika rumunského druhoválečného stíhacího IAR 80 (doplňují ji trosky originálního IAR 80C, sestřeleného v dubnu 1945 nad jižní Moravou). Poválečnou techniku zastupuje stíhací letoun MiG-15, proudový útočný letoun IAR 93 Vultur a v licenci vyráběné vrtulníky IAR 316B a IAR 318. V muzeu je vystavený modul kosmické lodi Sojuz 40.

## Kanóny
Muzeum má velkou sbírku kanónů, především značek Krupp a Škoda (například železniční kanón Škoda ráže 420 mm).

## Obrněná technika
Francouzské tanky zastupují Renault FT-17, Renault R-35 a tahač Renault UE. Československý lehký tank Škoda LT-35 (zde označený R-2) doplňuje druhý LT-35 upravený na stíhač tanků TACAM R-2 (dostal ruský kanón ZIS-3 ráže 76,2 mm). Je zde také německý Panzerkampfwagen IV. Sovětskou obrněnou techniku představují tanky T-34, T-55 a samohybné dělo SU-76.

## Exponáty

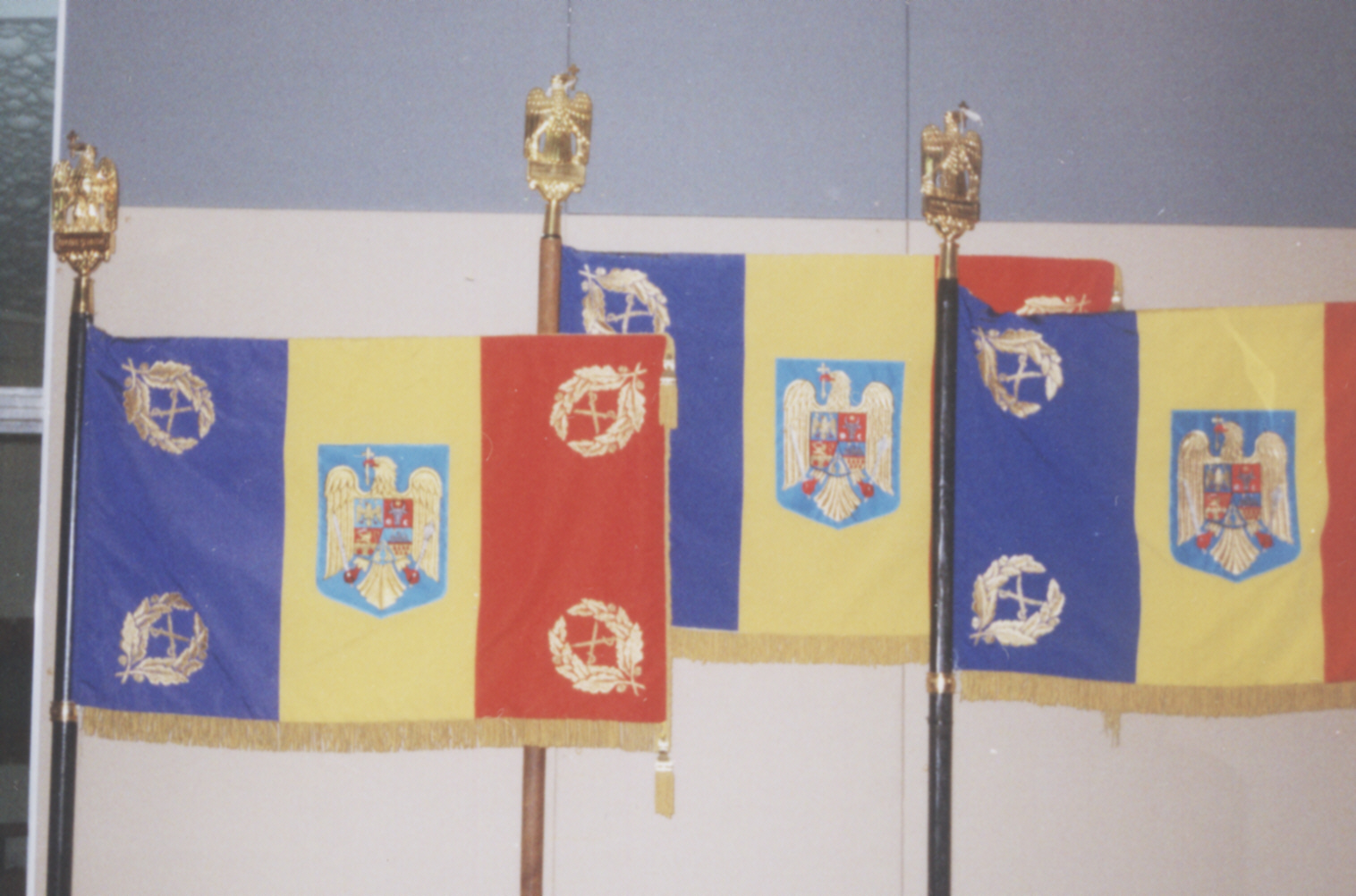
Válečné vlajky.
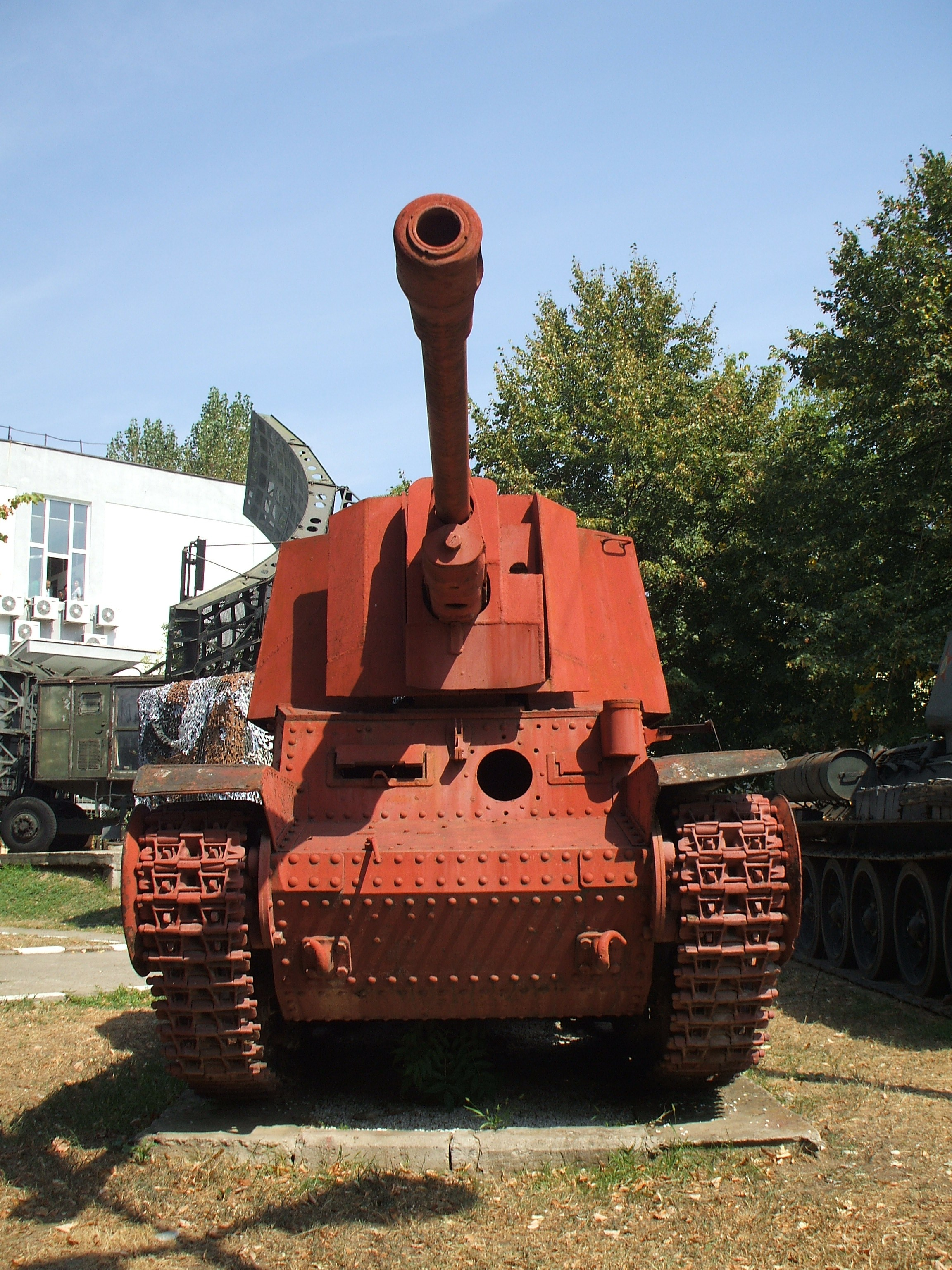
Stíhač tanků TACAM R-2.
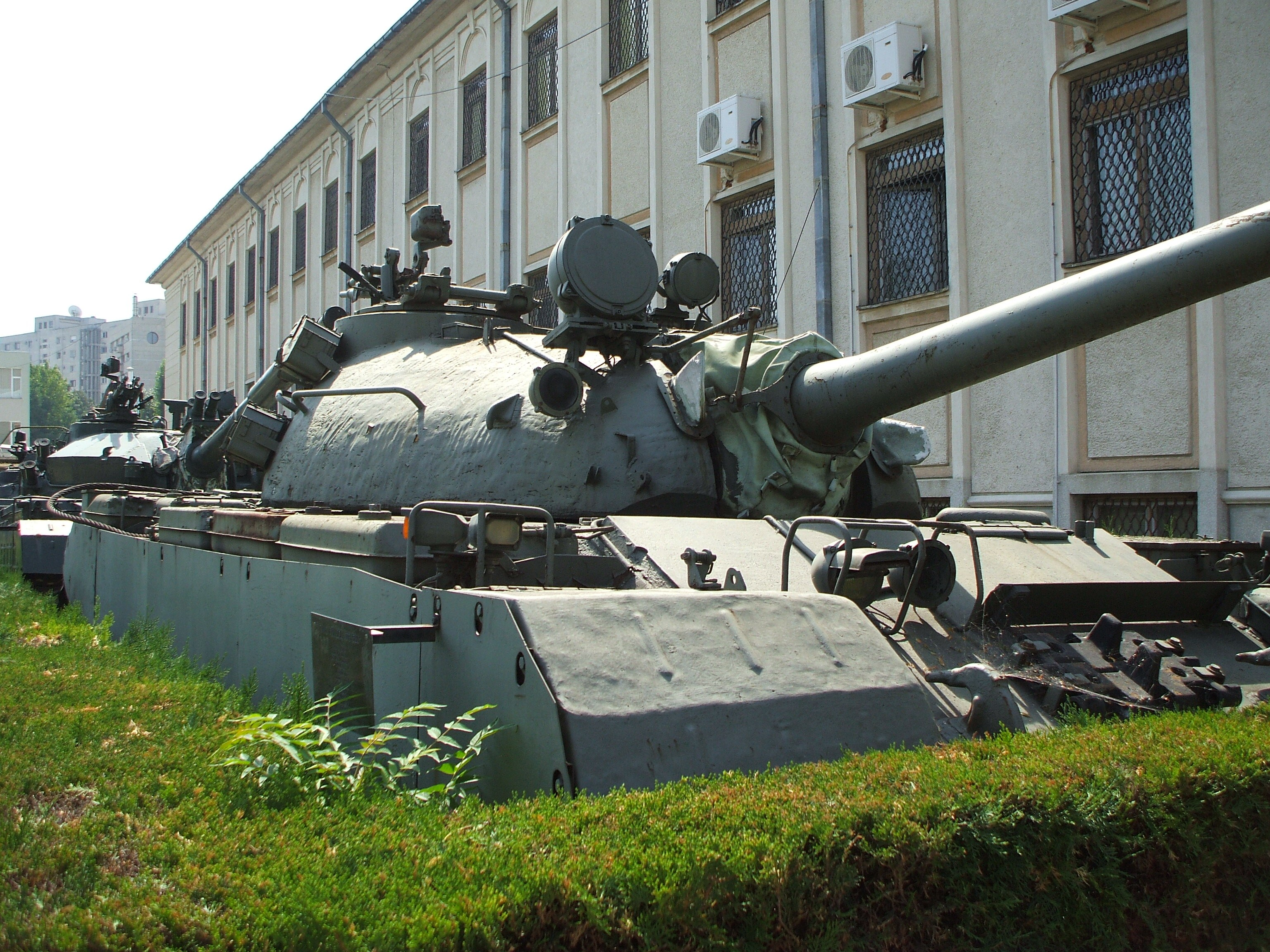
Tank TR-580 .
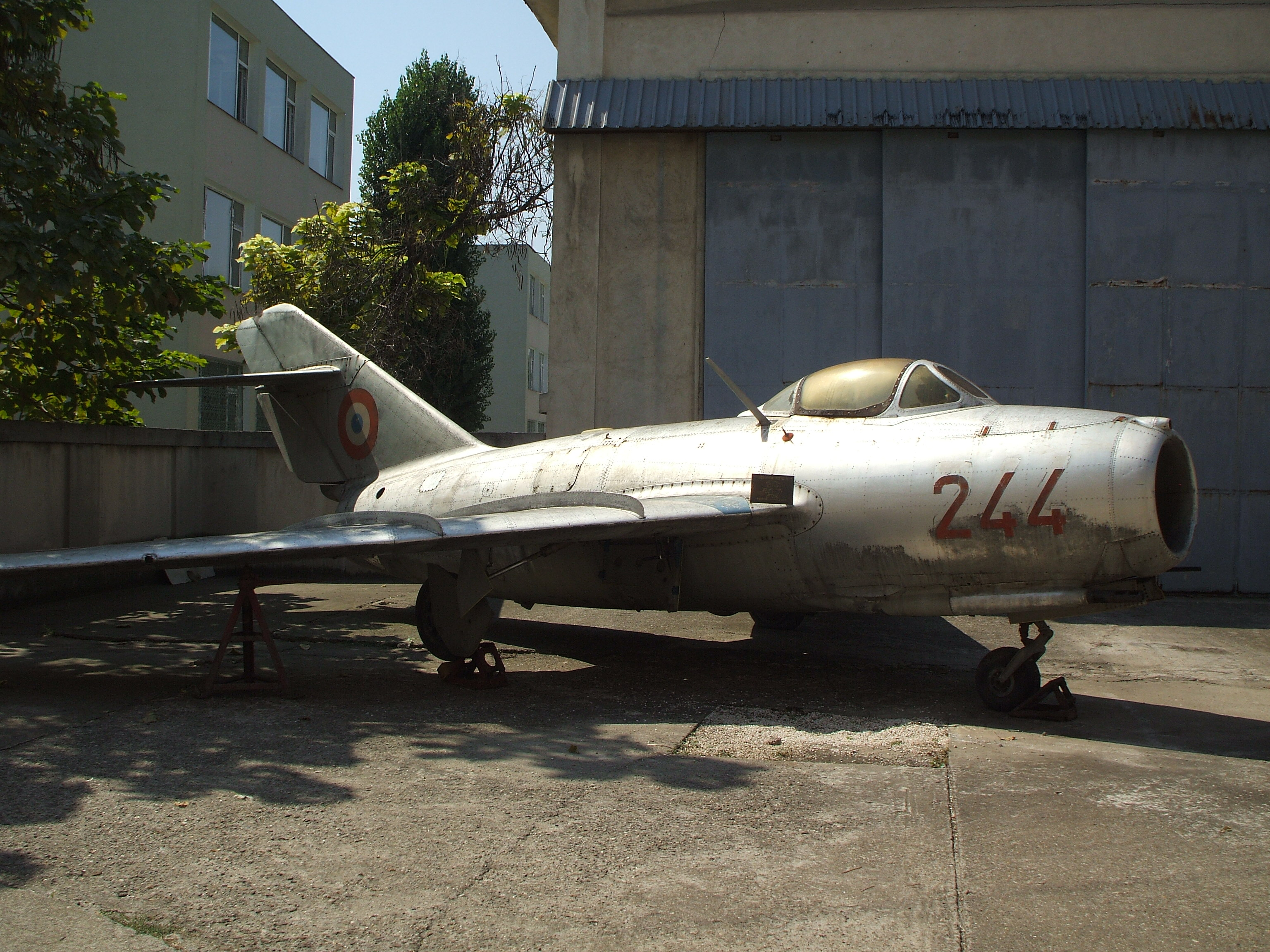
MiG-15 .
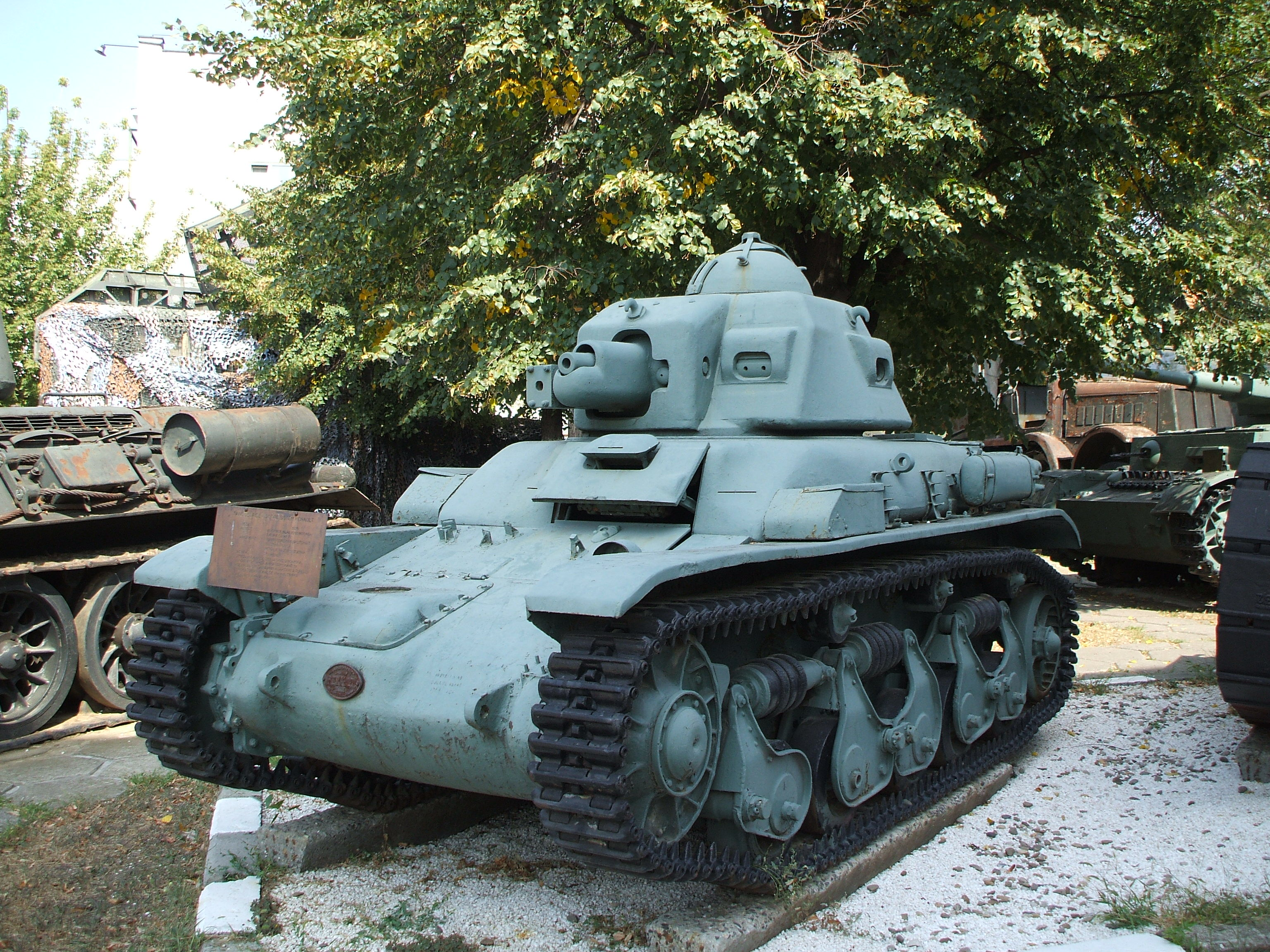
Tank Renault R35.
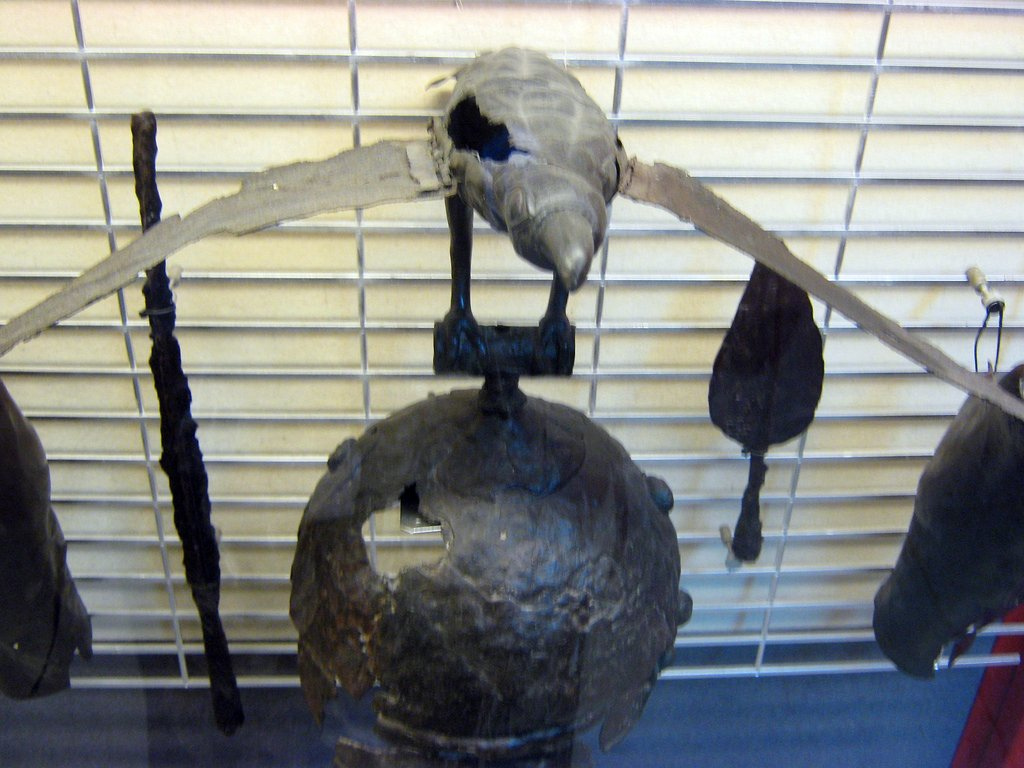
Replika keltské helmy z cca 4. století př. n. l. ze župy Satu Mare.